# Christian Convery
Christian Convery (Los Ángeles, California, 10 de noviembre de 2009) es un actor estadounidense. Interpretó a Gus en la serie fantástica de Netflix, Sweet Tooth (2021). También interpretó el papel de Henry en la película de terror y comedia estadounidense de Universal Pictures Cocaine Bear (2023).

## Biografía y carrera
Convery nació en Los Ángeles, California y se crio en Vancouver, Canadá. Hizo su debut en cine con la comedia romántica Hearts of Spring de Marita Grabiak como Conner, lanzada en abril de 2016, seguido por trabajos ese mismo año como Supernatural y Van Helsing, así como Legión y Lucifer en 2017. En noviembre de 2016 fue visto en la película para televisión My Christmas Dream de Hallmark Entertainment en su primer papel protagonista junto a Danica McKellar y David Haydn-Jones como el hijo Cooper Stone. Es primo del actor Christopher Convery. 
En 2019, fue galardonado de nuevo con un Young Artist Award en la categoría de serie o película en streaming. En la película dramática de 2018, Beautiful Boy con Timothée Chalamet y Steve Carell, interpretó el papel de Jasper Sheff. Tuvo un papel protagonista como Morgan en la serie de Disney Channel Pup Academy. También se le vio en la película para televisión de 2019 Descendientes 3. Convery apareció como Will en Jugando con fuego junto a John Cena, John Leguizamo, Judy Greer y Keegan-Michael Key. En 2020, ganó el premio al Mejor Actor Principal de Serie de Televisión por Pup Academy.
En la serie de fantasía de Netflix Sweet Tooth con Will Forte y Nonso Anozie, tuvo un papel protagonista como Gus, el chico-hombre ciervo, en 2021. Para el drama The Tiger Rising, basado en el libro de Kate DiCamillo se puso junto a Dennis Quaid y Queen Latifah como Rob Horton ante las cámaras.

## Filmografía
| Año  | Título                                             | Rol                  |
| ---- | -------------------------------------------------- | -------------------- |
| 2016 | Hearts of Spring                                   | Conner               |
| 2016 | Supernatural                                       | Lucas Kellinger      |
| 2016 | My Christmas Dream                                 | Cooper               |
| 2016 | Van Helsing                                        | Vampire Child        |
| 2016 | Christmas List                                     | David Anthony Owens  |
| 2017 | Legion                                             | Young David          |
| 2017 | Lucifer                                            | Ethan                |
| 2017 | Coming Home for Christmas                          | Paul                 |
| 2017 | Christmas at Holly Lodge                           | Kyle Talbert         |
| 2018 | Signed, Sealed, Delivered: The Road Less Travelled | Danny                |
| 2018 | Aliens Ate My Homework                             | Eric                 |
| 2018 | The Package                                        | Jake Floyd           |
| 2018 | It's Christmas, Eve                                | Wyatt                |
| 2018 | A Twist of Christmas                               | Elliot Hewitt        |
| 2018 | Santa's Boots                                      | Todd                 |
| 2019 | A Snake Marked                                     | Young Snake          |
| 2019 | William                                            | Young William        |
| 2019 | V.C. Andrews' Heaven                               | Keith                |
| 2019 | Descendants 3                                      | Squeaky              |
| 2019 | Jugando con fuego                                  | Will                 |
| 2020 | Pup Academy                                        | Morgan               |
| 2020 | Aliens Stole My Body                               | Eric                 |
| 2021 | Sweet Tooth                                        | Gus                  |
| 2021 | The Tiger Rising                                   | Rob Horton           |
| 2021 | El diario de Greg                                  | Fregley (voz)        |
| 2023 | Cocaine Bear                                       | Henry                |
| 2023 | One Piece                                          | Joven Sanji          |
| 2023 | Diary of a Wimpy Kid Christmas: Cabin Fever        | Fregley (voz)        |
| 2025 | El mono                                            | Hal / Bill (jóvenes) |